# Termelés

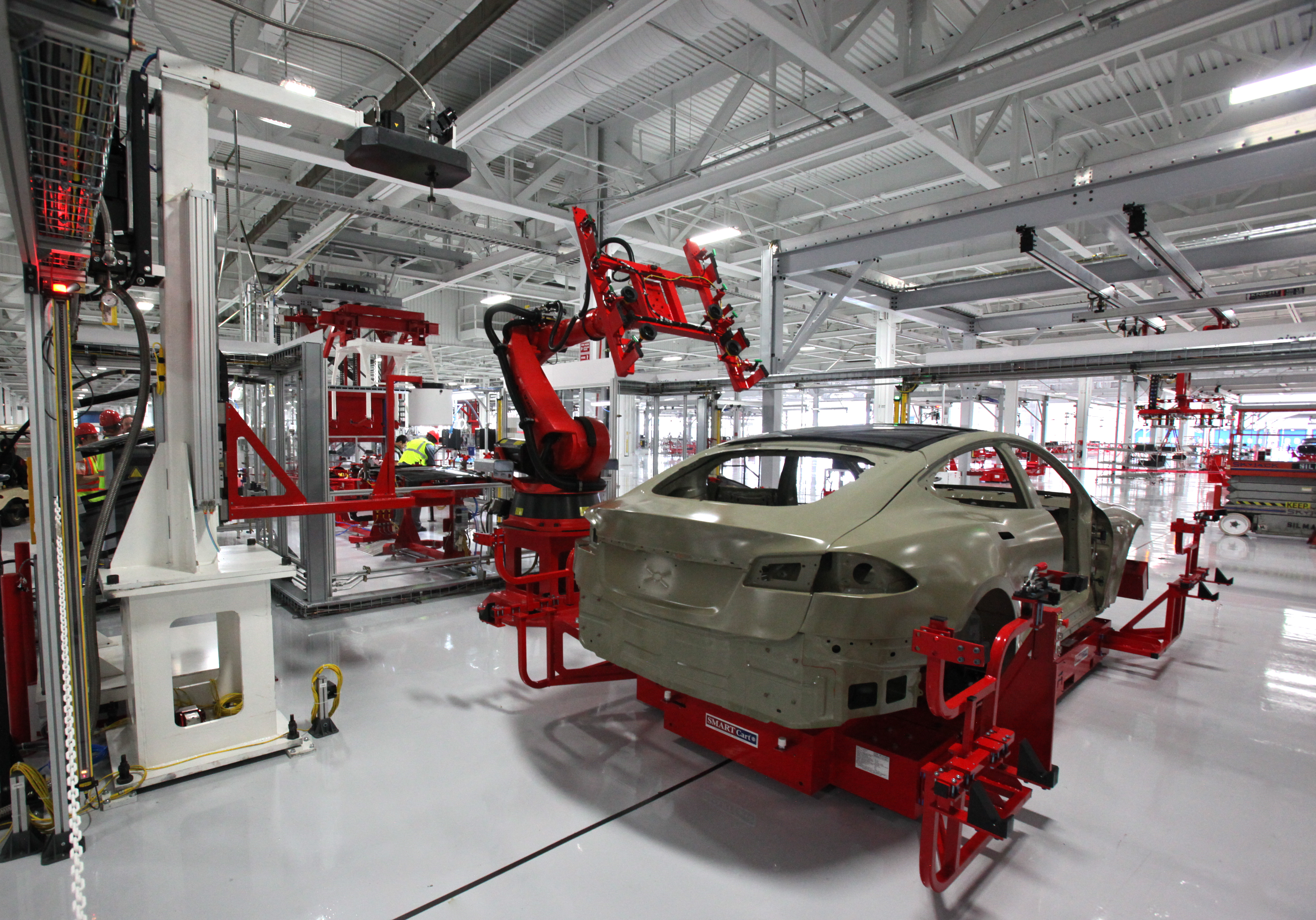
Autógyártás a Tesla, Inc. egyik üzemében

A természet tárgyait emberi szükségletek kielégítésére alkalmassá tevő munka a termelés. A tudatos gondolkodás megnyilvánulása már az ember őstörténetében is létezett, ilyen például a vadászat és gyűjtögetés.

## A termelés közgazdasági fogalma
A termelés olyan gazdasági folyamat, amelyben az ember munkával javakból javakkal társadalmi szükséglet kielégítésére alkalmas javakat állít elő. A munkavégzés során az ember által a javak átalakításához használt javakat termelőeszközöknek, munkaeszközöknek; a megtermelt javakat pedig terméknek, árunak nevezzük.
A termelés végső célját a fogyasztás, mint szükséglet kielégítés adja. 
- A termelés (munka)

- A gazdasági ágazatba történő besorolása szerint lehet
  - mezőgazdasági
  - ipari pl.
    - alapanyagipar vagy
    - feldolgozóipar szintű

  - kereskedelmi (bel-, kül, határ menti, piaci, bolti stb.)
  - szolgáltatás (ipari, építőipari, pénzügyi, költségvetési stb.)

- Méretnagysága szerint
  - tömeggyártás: egyszerűbb termékeket gyártanak pl. mosószer
  - sorozatgyártás: kisebb mennyiségű, mint a tömeggyártás, de mégis nagy mennyiségben és választékban készülő termékek sokasága pl. gépek, ruhák
  - egyedi gyártás: speciális rendelésre történik

- A gyártási rendszer jellege szerint
  - folyamatrendszerű: egymás után rendezett, különböző speciális munkaműveleteket végző gépek során halad keresztül a termék pl. autógyártás, vegyipar
  - csoportos (zártrendszerű vagy ciklikus) gyártás: a gyártási folyamat egy technológiailag jól körülhatárolható szakaszához szükséges gépeket egy műhelybe csoportosítanak
  - műhelyrendszerű: azonos gépek vannak egy-egy műhelyben és azon keresztül párhuzamosan halad a termék műhelyről műhelyre
  - projektrendszerű: egyedi vagy egyszeri gyártást illetve szolgáltatást végeznek, általában a munkaeszközöket és a munkaerőt viszik a munkahelyhez pl. építkezés

- A termék jellege szerint
  - szabványosított: többnyire egynemű tömegtermékeket előállító termelés pl. élelmiszerek
  - összetett, több részből álló terméket gyártó folyamat pl. bútorfajták, közlekedési eszközök, műszerek